# William H. Hastie

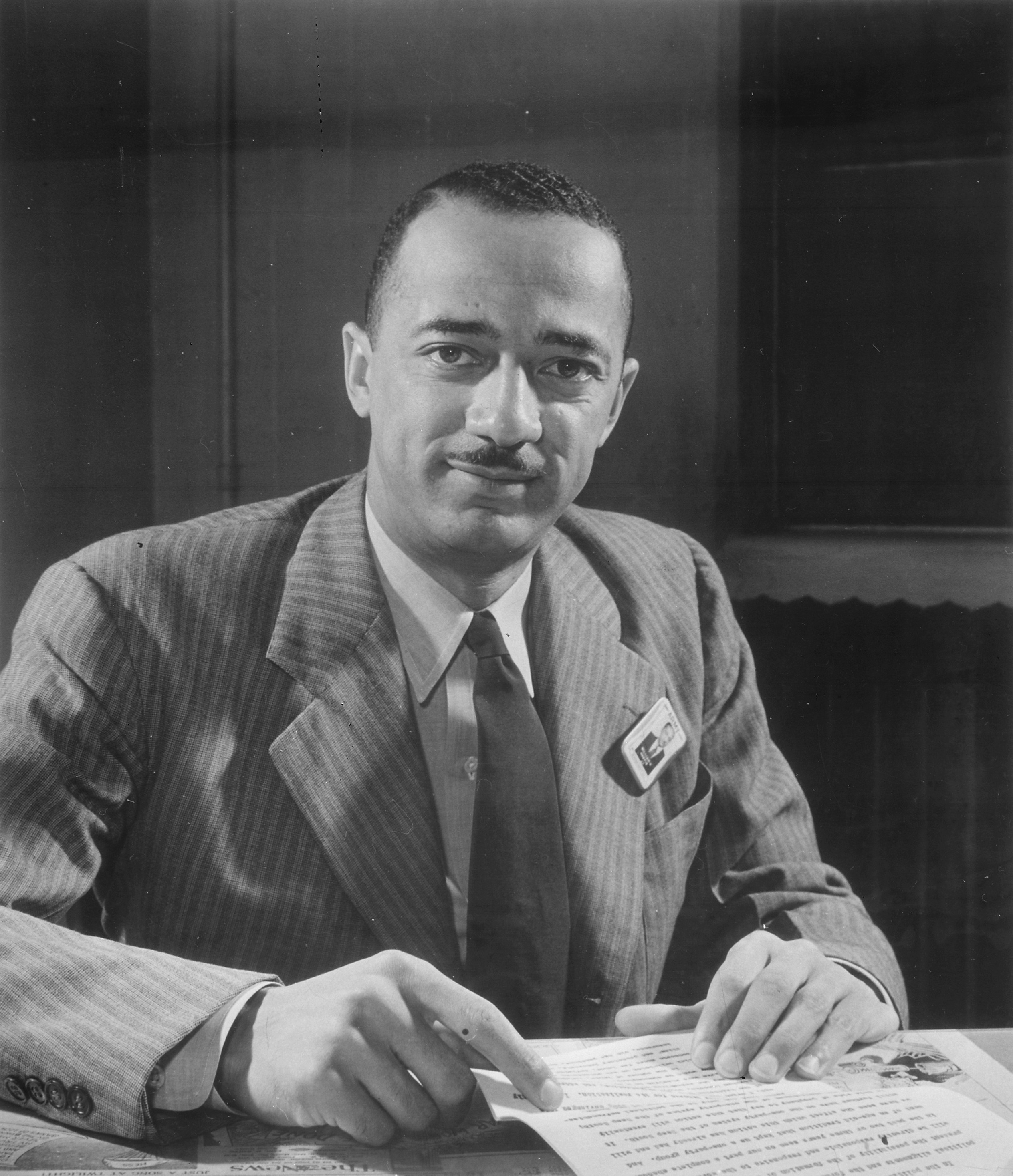
William H. Hastie, ca. 1941

William Henry Hastie (* 17. November 1904 in Knoxville, Tennessee; † 14. April 1976 in East Norriton, Pennsylvania) war ein amerikanischer Jurist und der erste Richter afroamerikanischer Abstammung an einem Bundesgericht in der Geschichte der Vereinigten Staaten. Er fungierte von 1937 bis 1939 als Bundesbezirksrichter und von 1946 bis 1949 als Gouverneur der Amerikanischen Jungferninseln sowie von 1949 bis 1971 als Richter am Bundesberufungsgericht für den dritten Bundesgerichtskreis. Darüber hinaus wirkte er an der Howard University von 1939 bis 1946 als Dekan der juristischen Fakultät.

## Leben
William H. Hastie wurde 1904 in Knoxville im Bundesstaat Tennessee als Sohn eines Verwaltungsangestellten und einer Lehrerin geboren und hatte mütterlicherseits sowohl afroamerikanische als auch indianische Vorfahren. Die Familie zog 1916 aufgrund einer Versetzung seines Vaters nach Washington, D.C. Er absolvierte ein Studium am Amherst College, das er 1925 mit einem A.B. abschloss, und war danach zunächst zwei Jahre lang als Lehrer in New Jersey tätig. Von 1927 bis 1930 studierte er dann Rechtswissenschaften an der Harvard University, an der er, nach einer vorübergehenden Tätigkeit als Rechtsanwalt in einer Kanzlei in Washington, D.C., 1933 auch die Promotion erlangte.
Anschließend lehrte er als Professor an der juristischen Fakultät der Howard University in Washington, D.C., einer zu den Historically black colleges and universities zählenden Hochschule. Dort zählte unter anderem Thurgood Marshall zu seinen Studenten, der später als erster Afroamerikaner zum Richter am Obersten Gerichtshof der Vereinigten Staaten berufen wurde. William H. Hastie arbeitete während dieser Zeit außerdem als Justizbeamter im Innenministerium der Vereinigten Staaten und vor verschiedenen Gerichten als Rechtsanwalt in Bürgerrechtsfällen sowie als Rechtsberater der National Association for the Advancement of Colored People.

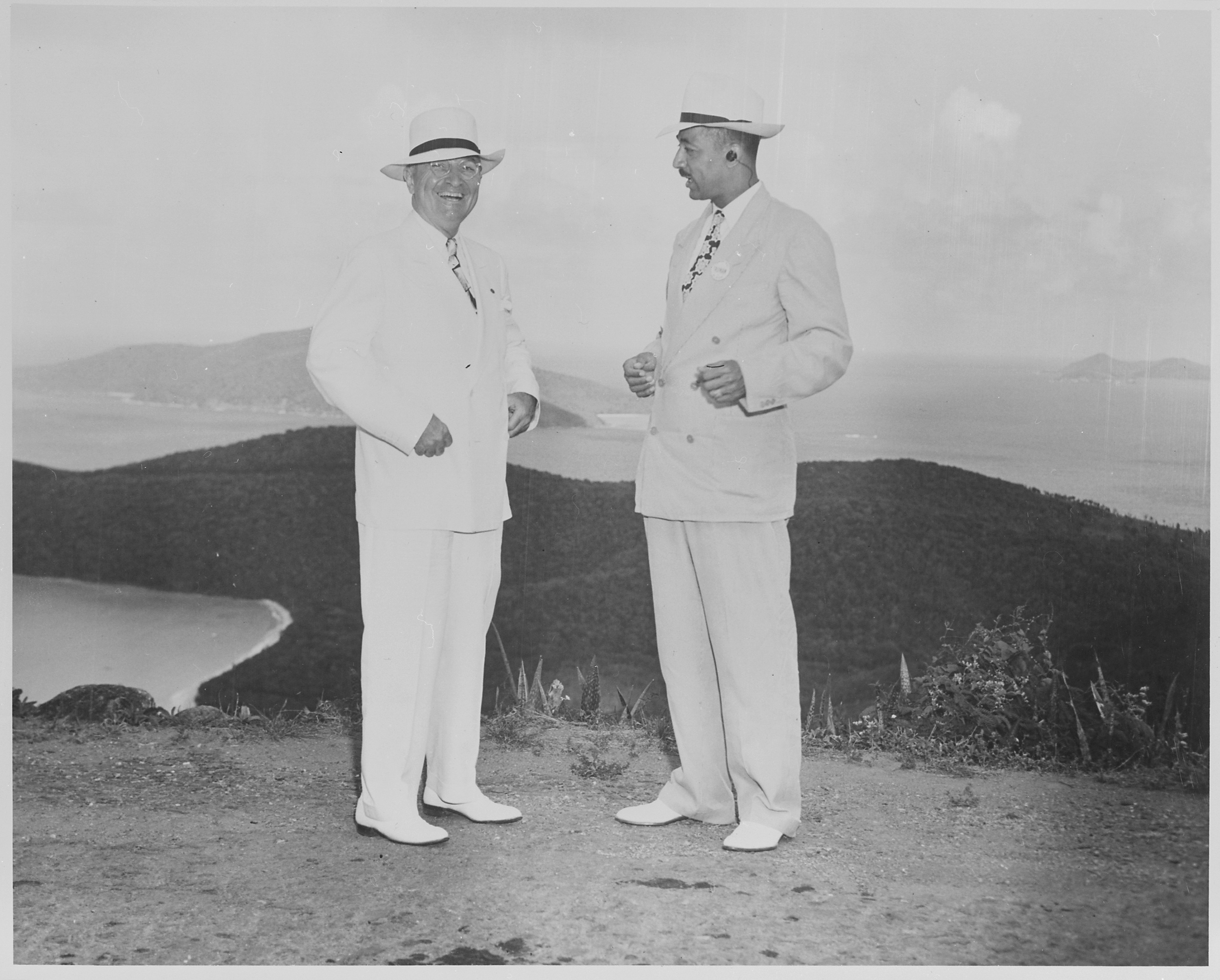
William H. Hastie (rechts) mit Harry S. Truman, 1948

Im Rahmen seiner Tätigkeit für das Innenministerium war er zusammen mit anderen Mitarbeitern unter anderem damit beschäftigt, die Grundlagen einer Zivilverwaltung für die Amerikanischen Jungferninseln auszuarbeiten, für welche die Zuständigkeit 1931 von der United States Navy an das Ministerium übergegangen war. Nach der Verabschiedung eines entsprechenden Gesetzes im Jahr 1936 wurde er im folgenden Jahr zum Richter am Bundesbezirksgericht für die Amerikanischen Jungferninseln und damit zum ersten Bundesrichter afroamerikanischer Abstammung in der Geschichte der Vereinigten Staaten ernannt.
Von dieser Position zog er sich 1939 zurück, um an der Howard University Dekan der juristischen Fakultät zu werden. Im Jahr 1946 übernahm er nach Ernennung durch den damaligen US-Präsidenten Harry S. Truman das Amt des Gouverneurs der Amerikanischen Jungferninseln. Drei Jahre später wurde er, ebenfalls durch Harry S. Truman, zum Richter am Bundesberufungsgericht für den dritten Bundesgerichtskreis ernannt. Auch in dieser Funktion war er der erste Jurist afroamerikanischer Abstammung in der amerikanischen Geschichte. Er fungierte an diesem Gericht bis 1971, darunter ab 1968 als Vorsitzender Richter, und ließ sich anschließend in den Teilzeitruhestand versetzen. 1952 wurde er in die American Academy of Arts and Sciences und 1972 in die American Philosophical Society gewählt.
William H. Hastie war ab 1935 in erster sowie ab 1945 in zweiter Ehe verheiratet, und in seiner zweiten Ehe Vater eines Sohns und einer Tochter. Er starb 1976 in East Norriton in Pennsylvania. Sein Nachlass wurde von seinen Kindern zwischen 1979 und 1981 der juristischen Bibliothek der Harvard University überlassen. Ihm zum Gedenken tragen unter anderem die Bibliothek des Bundesberufungsgerichts für den dritten Bundesgerichtskreis in Philadelphia, ein Park in seiner Geburtsstadt Knoxville sowie ein seit 1973 bestehendes Stipendienprogramm der University of Wisconsin–Madison, durch das Jurastudenten afroamerikanischer Abstammung sich im Rahmen eines LL.M.-Studiums für eine Hochschullaufbahn qualifizieren können, seinen Namen.

## Weiterführende Veröffentlichungen
- Gilbert Ware: William Hastie: Grace under Pressure. Oxford University Press, New York 1984, ISBN 0-19-503298-5
- Phillip McGuire: He, too, Spoke for Democracy: Judge Hastie, World War II, and the Black Soldier. Reihe: Contributions in Afro-American and African Studies. Band 110. Greenwood Press, New York 1988, ISBN 0-31-326115-6